# Єдиний соціальний внесок
Єдиний соціальний внесок (згідно з Законом: Єдиний внесок на загальнообов'язкове державне соціальне страхування) — обов'язковий платіж до системи загальнообов'язкового державного соціального страхування, що справляється в Україні з метою забезпечення страхових виплат за поточними видами загальнообов'язкового державного соціального страхування.
Уведений з 1 січня 2011 року, замінив собою чотири окремі відрахування: до Пенсійного фонду; до фондів страхування на випадок безробіття; із тимчасової втрати працездатності; від нещасних випадків на виробництві.
Єдиний соціальний внесок не входить до системи оподаткування.

## Платники єдиного соціального внеску
Платниками єдиного внеску є роботодавці; фізичні особи-підприємці; особи, які забезпечують себе роботою самостійно — займаються незалежною професійною діяльністю; особи, які працюють на виборних посадах; військовослужбовці та інші категорії платників податків.
Ведеться Державний реєстр загальнообов'язкового державного соціального страхування, що складається з реєстру страхувальників та реєстру застрахованих осіб.

## Розмір єдиного соціального внеску

### До 2015
Розмір внеску визначається у процентах від заробітної плати (доходу, прибутку) від діяльності і становить — в залежності від класу професійного ризику виробництва — від 36,76 % до 49,7 %.
Для бюджетних установ єдиний соціальний внесок установлений у розмірі 36,3 %.
На користь солідарної системи пенсійного страхування розподіляється приблизно 90,9 % зібраних сум.

### 2015
28 грудня 2014 р. Верховна Рада прийняла, а 31 грудня Президент підписав Закон № 77-VIII, спрямований на легалізацію фонду оплати праці. Відповідно до його положень, з 1 січня 2015 року ставки єдиного внеску застосовуються з коефіцієнтом 0,4 за умови, що роботодавець виконує певні умови. Це означає зниження ставки ЄСВ з 41 % до 16,4 %, проте виконати потрібні умови непросто.
Від березня 2015 р. умови для зниження ЄСВ дещо лібералізовані.

### З 2016
Законодавчі зміни кінця 2015 року торкнулися ЄСВ: запроваджено єдину зменшену ставку 22 % і підвищено максимальну базу нарахування до 25 мінімальних заробітних плат.

## Адміністрування єдиного соціального внеску
Адміністрування єдиного соціального внеску включає в себе ідентифікацію, облік платників ЄСВ та об'єктів оподаткування, сервісне обслуговування платників податків, організацію та контроль за сплатою ЄСВ відповідно до законодавства.
Спочатку функція адміністрування покладалася на Пенсійний фонд України. Єдиний соціальний внесок сплачувався саме на його рахунки, потім ці суми розподілялися серед фондів соціального страхування.
З утворенням 18 березня 2013 року Міністерства доходів і зборів функцію адміністрування ЄСВ покладено на цей орган. Проти цього виступали, зокрема, Комітет Верховної Ради України з питань соціальної політики та праці, Спільний представницький орган (СПО) між Кабінетом міністрів України, всеукраїнськими об'єднаннями організацій роботодавців (Федерація роботодавців України) та всеукраїнськими профспілками.
Представники СПО входять до складу сторони роботодавців у дво-, тристоронніх органах соціального діалогу, зокрема, в Національній тристоронній соціально-економічній раді при Президентові України, колегіях міністерств і відомств, правліннях та наглядових радах фондів соціального страхування та Пенсійного фонду України.
Пізніше Міндоходів та Пенсійний фонд України домовилися про подовження виконання ПФУ функцій з адміністрування на вересень 2013 року.
З 1 жовтня 2013 року Міністерство доходів і зборів розпочало адмініструвати ЄСВ. Відтоді Міндоходів приймає та обробляє звіти про суми нарахованого внеску, саме на його адресу потрібно надавати такі звіти. Суми нарахованого єдиного соціального внеску підлягають сплаті на рахунки органів Міндоходів, відкриті в Головних управліннях Державної казначейської служби України.
Після утворення Державної фіскальної служби і затвердження відповідного Положення від 21 травня 2014 р. № 236, остання перебрала на себе повноваження з адміністрування ЄСВ.
Так, ДФС:
1. здійснює адміністрування єдиного внеску в порядку, встановленому законом, забезпечує контроль за своєчасністю, достовірністю, повнотою його нарахування та сплати до бюджету і відповідних позабюджетних фондів;
2. контролює своєчасність подання платниками єдиного внеску передбаченої законом звітності, своєчасність, достовірність, повноту нарахування та сплати єдиного внеску;
3. здійснює контроль за дотриманням законодавства щодо адміністрування єдиного внеску;
4. здійснює облік платників єдиного внеску;
5. здійснює застосування фінансових санкцій до платників єдиного внеску;
6. здійснює стягнення своєчасно ненарахованих та/або несплачених сум єдиного внеску з платників;
7. ініціює застосування до платників єдиного внеску судових процедур банкрутства;
8. готує пропозиції щодо прогнозу доходів бюджетів і надходжень єдиного внеску з урахуванням прогнозу макроекономічних показників і тенденцій розвитку світової економіки;
9. надає консультації відповідно до Податкового та Митного кодексів України, а також законодавства з питань сплати єдиного внеску;
10. забезпечує ведення реєстру страхувальників єдиного внеску;
11. проводить аналіз надходження єдиного внеску, вивчає вплив макроекономічних показників і змін законодавства на його надходження, розробляє пропозиції щодо збільшення їх обсягу та зменшення втрат бюджету;
12. складає звітність щодо сплати єдиного внеску;
13. здійснює контроль та забезпечує надання допомоги у стягненні недоїмки з єдиного внеску в міжнародних правовідносинах за запитами компетентних органів іноземних держав[17].

З 2017 по 2021 роки ЄСВ зобов'язані були платити і ті фізичні особи-підприємці, які не отримують доходу.

## Нормативні джерела
- Основи законодавства України про загальнообов'язкове державне соціальне страхування: Верховна Рада України; Закон від 14.01.1998 № 16/98-ВР [Архівовано 14 жовтня 2013 у Wayback Machine.]
- Стаття 212-1 Кримінального кодексу України [Архівовано 21 жовтня 2014 у Wayback Machine.]
- Стаття 165-1 Кодексу України про адміністративні правопорушення [Архівовано 31 січня 2014 у Wayback Machine.]
- Про збір та облік єдиного внеску на загальнообов'язкове державне соціальне страхування: Верховна Рада України; Закон від 08.07.2010 № 2464-VI [Архівовано 14 жовтня 2013 у Wayback Machine.]
- Про затвердження переліку видів виплат, що здійснюються за рахунок коштів роботодавців, на які не нараховується єдиний внесок на загальнообов'язкове державне соціальне страхування: Кабінет Міністрів України; Постанова, Перелік від 22.12.2010 № 1170 [Архівовано 19 вересня 2013 у Wayback Machine.]
- Про затвердження Порядку визначення класу професійного ризику виробництва за видами економічної діяльності: Кабінет Міністрів України; Постанова, Порядок, Перелік від 08.02.2012 № 237 [Архівовано 12 жовтня 2013 у Wayback Machine.]
- Про затвердження Порядку обліку платників єдиного внеску на загальнообов'язкове державне соціальне страхування та Положення про реєстр страхувальників: Міндоходів України; Наказ, Порядок від 09.09.2013 № 458 [Архівовано 15 жовтня 2013 у Wayback Machine.]
- Про затвердження Порядку проведення органами Пенсійного фонду України розстрочення сум заборгованості зі сплати збору на обов'язкове державне пенсійне страхування, нарахованого до 1 січня 2004 року, з відшкодування фактичних витрат на виплату та доставку пільгових пенсій, із сплати фінансових санкцій та пені, що виникла до 1 січня 2011 року: Пенсійний фонд; Постанова, Порядок від 27.09.2010 № 21-4 [Архівовано 5 березня 2016 у Wayback Machine.]
- Про затвердження Положення про Державний реєстр загальнообов'язкового державного соціального страхування: Пенсійний фонд; Постанова, Положення, Форма від 08.10.2010 № 22-1 [Архівовано 1 червня 2013 у Wayback Machine.]
- Про затвердження Порядку списання заборгованості із сплати фінансових санкцій (пені та штрафів) у разі погашення до 1 січня 2011 року заборгованості із сплати страхових внесків на загальнообов'язкове державне соціальне страхування на випадок безробіття, що виникла до 1 липня 2010 року: Фонд соцстраху по безробіттю; Постанова, Порядок від 14.10.2010 № 215 [Архівовано 15 вересня 2017 у Wayback Machine.]
- Про затвердження Порядку списання штрафів та пені платникам, які виконали умови договору про розстрочення сум заборгованості із сплати страхових внесків, та форми договору про розстрочення сум заборгованості із сплати страхових внесків: Пенсійний фонд; Постанова, Порядок, Рішення від 19.07.2012 № 12-1 [Архівовано 3 квітня 2014 у Wayback Machine.]
- Про затвердження Інструкції про порядок нарахування і сплати єдиного внеску на загальнообов'язкове державне соціальне страхування: Наказ Міністерства фінансів України від 20 квітня 2015 року № 449 [Архівовано 20 липня 2015 у Wayback Machine.]